# واقع‌گرایی کلاسیک (روابط بین‌الملل)

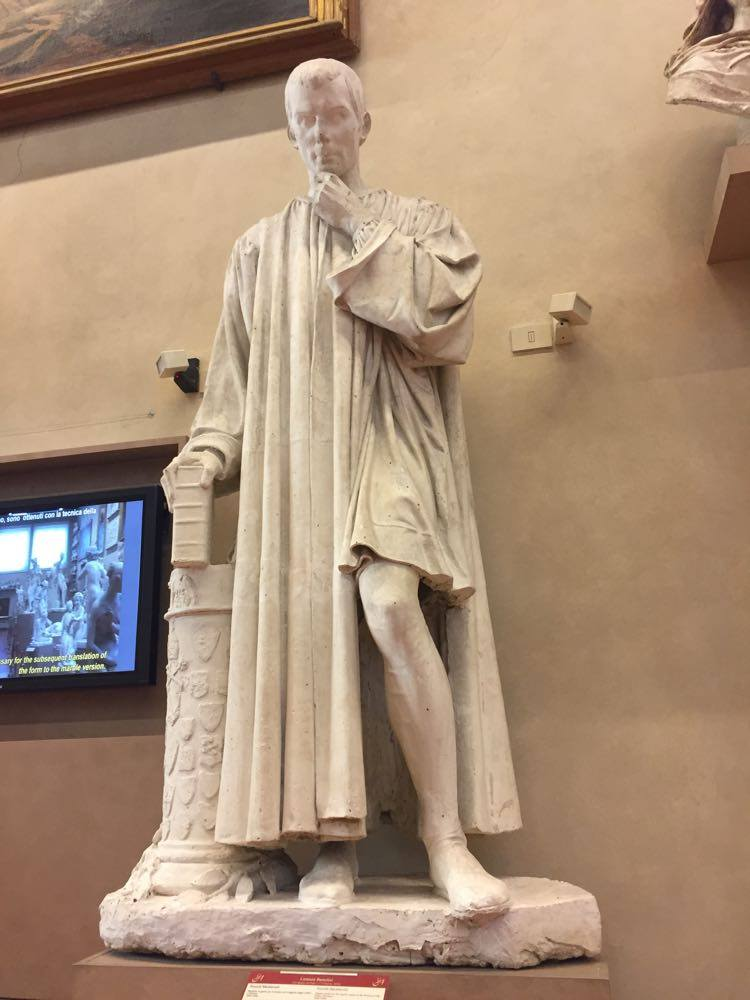
مجسمه نیکولو ماکیاولی

واقع گرایی کلاسیک یا واقع گرایی سنتی یک نظریه روابط بین‌الملل می‌باشد که در دوران پس از جنگ جهانی دوم پایه‌گذاری شد. این نظریه به دنبال تبیین سیاست بین‌الملل به عنوان نتیجه سرشت انسان، بود. این نظریه ریشه در آراء اندیشمندانی همچون ماکیاولی و هابز داشت. متفکران مدرنی همچون کلاوزویتس و هانس مورگنتا این نظریه را به صورت مدون درآوردند. اندیشه واقع گرایی کلاسیک پس از اینکه نظریه‌های کنت والتز مقبولیت عام یافت جای خود را به نوواقع گرایی داد که بر خردگرایی به عنوان عامل منازعات سیاسی به جای طبیعت انسان تاکید می‌کرد.

## پی‌نوشت‌ها
1. ↑  Jackson, Robert, Sorensen, Georg, Introduction to International Relations: Theories and Approaches, 3rd ed, (2007), p 305
2. ↑  Lebow, R.N. (2005). Classical Realism, in T. Dunne, M.Kurki and S. Smith, International Relations Theory. Oxford: Oxford University Press.